# Stiracolpus pagoda
Stiracolpus pagoda là một loài ốc biển, kích thước trung bình, là động vật thân mềm chân bụng sống ở biển trong họ Turritellidae.